# Madhogarh
Madhogarh es un pueblo y nagar Panchayat situado en el distrito de Jalaun en el estado de Uttar Pradesh (India). Su población es de 12858 habitantes (2011). 

## Demografía
Según el censo de 2011 la población de Madhogarh era de 12858 habitantes, de los cuales 6879 eran hombres y 5979 eran mujeres. Madhogarh tiene una tasa media de alfabetización del 79,51%, superior a la media estatal del 67,68%: la alfabetización masculina es del 87,90%, y la alfabetización femenina del 69,85%.